# Oculus VR

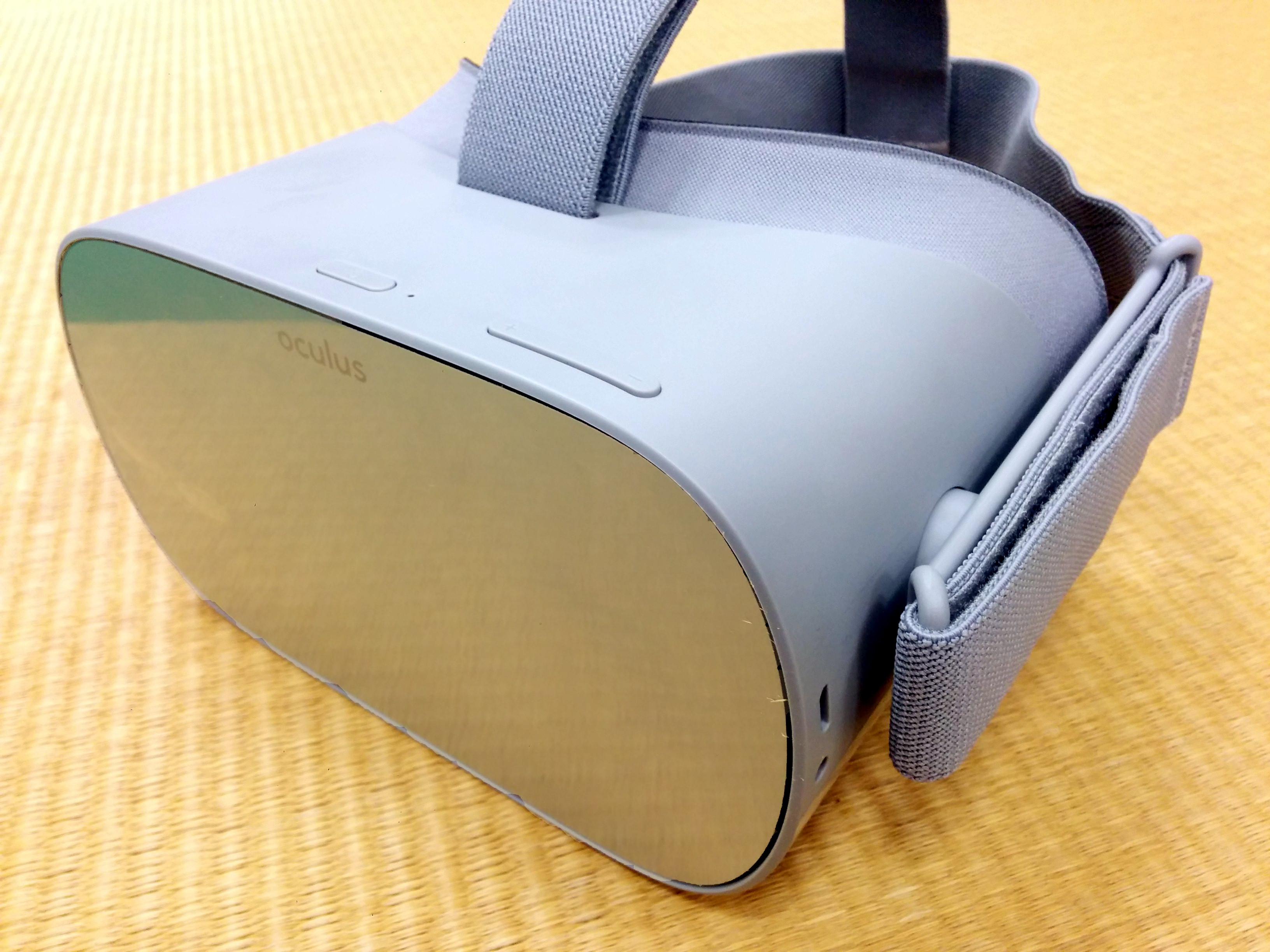
Oculus Go

Oculus VR (bekend als Oculus) is een Amerikaans technologiebedrijf opgericht door Palmer Luckey en Brendan Iribe in juni 2012. Oculus specialiseert in virtuele werkelijkheid (VR) en aanverwante technologie, en produceert deze producten.
In de zomer van 2012 kondigde Oculus de Rift aan, een VR-bril ontworpen voor computerspellen, en er werd een Kickstarter-campagne opgestart om fondsen te werven. Het product bleek succesvol en er werd 2,4 miljoen dollar opgehaald.
In maart 2014 deed Facebook een overname van het bedrijf voor 2 miljard dollar. Dit leidde tot hevige kritiek in de media en de spelindustrie, en de oprichters ontvingen vele bedreigingen.
Oculus werkte in 2015 samen met Samsung aan de ontwikkeling van hun Gear VR-bril voor de Galaxy-modellen.
Op 13 december 2016 maakte voormalig directeur Brendan Iribe bekend dat het bedrijf in twee divisies werd opgesplitst, een desktop en mobiele markt. Iribe schreef zich te willen richten op de desktopmarkt voor virtuele werkelijkheid, en stopte zijn functie als algemeen directeur.